# 中村格
中村格（日语：／，1963年7月4日—）是日本的警察官僚。

## 簡歷
福岡市出身。先後就讀福岡市立警固中學校、喇沙高等學校，東京大学法学部畢業。1986年，加入警察廳。1989年就任和歌山縣警察搜查第二課長，1992年就任千葉縣警察搜查第二課長，1993年就任警察廳刑事局搜查第二課課長補佐。1997年起3年間調派至外務省，任日本駐泰國大使館一等書記官。
回國後回到警察廳，先後擔任警察廳交通局駕駛執照課（運転免許課）理事官及刑事局搜查第二課理事官。2003年9月至2005年8月期間擔任警視廳刑事部搜查第二課長，期間破獲數宗行賄受賄案，包括原眾議院事務局電氣施設課長受賄案等。
此後先後擔任警察廳会計課会計企画官、警視廳警務部参事官，2012年12月就任菅義偉内閣官房長官的秘書官。2015年3月至2016年8月期間擔任警視廳刑事部長。回到警察廳後，2016年8月起擔任組織犯罪對策部長兼生活安全局付兼刑事局付兼官房付，2017年8月10日就任總括審議官兼警備局付。2018年9月14日起，成為警察廳長官官房長。
2022年7月8日，安倍晋三在奈良市遇刺身亡。同年8月25日，中村格宣佈他將於8月30日辭去警察廳長官一職。

## 「準強姦」嫌疑事件相關報道
2016年7月22日，經約1年4個月調查後，山口敬之準強姦嫌疑事件於東京地檢因嫌疑不充分獲不起訴處分。2017年5月，《週刊新潮》基於伊藤詩織的証言，就該不起訴處分事件刊出報道，指中村於2016年6月8日逮捕状執行前最後一刻，以警視廳刑事部長身份決定下令停止執行。中村對《週刊新潮》承認曾要求停止執行逮捕状，但就否認有政府当局介入事件。《週刊新潮》刊出報道後，伊藤公開身份召開記者会，並於2017年5月29日向檢察審查會提出不服審查請求。
2017年9月21日（22日公布），由市民組成的東京第六檢察審查會認為「經慎重審查，沒有足夠事由可推翻檢察官作出的不起訴處分裁定」，決議不起訴相当。
就此事件，池田信夫認為中村「有責任說明下令取消拘捕行動的理由」。

## 其他
在喇沙高等學校讀書時成績優秀，畢業時学業成績排名前10位以内，獲贈喇沙獎。同學指他在成績優秀者中間自尊心亦特別強。
2015年12月30日，於世田谷一家殺害事件15年之際前往現場献花，並與同行的調查人員誓言要偵破此案。